# Юнак (стадіон)
Стадіон Юнак (болг. Стадион Юнак) — колишній багатофункціональний стадіон, що розташовувався в центрі Софії, столиці Болгарії. Він знаходився у північно-західному кутку саду князя Бориса, на південному березі річки Перловської. Він був найбільшим стадіоном у Болгарії до середини XX століття, вміщуючи близько 35 000 глядачів, і спочатку використовувався як домашня арена національної збірної Болгарії з футболу. Поле було майже квадратної форми, з чотирма прямими рядами трибун з усіх боків.
Стадіон носив ім'я болгарського спортивного товариства «Юнак», утвореного наприкінці XIX століття.

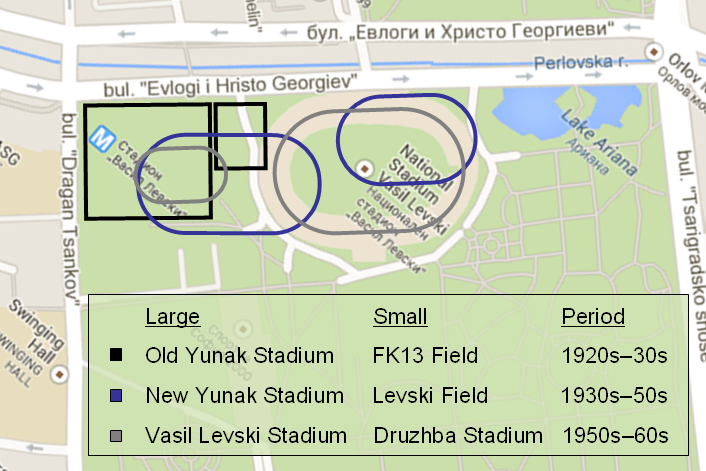
Карта, що показує розташування старого та нового стадіону Юнак, а також стадіону імені Васила Левського.

У 1920-30-х роках, безпосередньо на північний схід від стадіону Юнак, було збудовано менше в розмірах поле «Левські», що слугувало домашнім майданчиком для клубу «Левські».
У 1950-х роках Болгарська комуністична партія вирішила збудувати новий, більший національний стадіон на місці поля Левські. Оскільки новий стадіон у плані зачіпав північно-східні трибуни стадіону Юнак, його також знесли, щоб звільнити місце для Національного стадіону імені Васила Левського, відкритого в 1953 році. Через це софійське «Динамо» («Левські») отримало нову домашню арену в північно-східному передмісті столиці, а на місці Юнака було збудовано набагато менший стадіон Дружба, який довгі роки використовувався як ковзанка.
Після падіння комуністичного режиму в Болгарії покинутій ковзанці було повернуто назву стадіону Юнак, що розташовувався раніше на цьому місці, але він більше ніколи не використовувався як спортивний об'єкт і з початку 2000-х років виглядає як руїни, які видно між Національним стадіоном і однойменною станцією метро.
Стадіон також використовувався для неортодоксальних видів спорту, таких як живі людські шахи під час правління царя Бориса III.